# Réseau interurbain des Pyrénées-Atlantiques
 (décembre 2023).
Si vous disposez d'ouvrages ou d'articles de référence ou si vous connaissez des sites web de qualité traitant du thème abordé ici, merci de compléter l'article en donnant les références utiles à sa vérifiabilité et en les liant à la section « Notes et références ».
Le réseau interurbain des Pyrénées-Atlantiques, anciennement appelé Transports 64, est un réseau de transport en commun interurbain créé par le conseil général des Pyrénées-Atlantiques et aujourd'hui géré par le conseil régional Nouvelle-Aquitaine. Il dessert par autocar la moitié béarnaise du département des Pyrénées-Atlantiques depuis le 1er juillet 2013. Le secteur du Pays Basque appartient lui au réseau Txik Txak.

## Gestion
Cette gestion mobilise un budget annuel conséquent de l’ordre de 28 millions d’euros consacré essentiellement au fonctionnement des lignes et concerne des lignes régulières commerciales, des circuits scolaires, du covoiturage, des pistes cyclables et plus récemment des actions en faveur du transports à la demande[réf. nécessaire].

## Lignes d'autocars
Le réseau est composé de 15 lignes d'autocar payantes, ouvertes à tous.

### Lignes interurbaines
| Ligne                                                   | Caractéristiques | Caractéristiques                                                                      | Caractéristiques                                                                      | Caractéristiques                                                                      | Caractéristiques                                                                      | Caractéristiques                                                                      | Caractéristiques                                                                      | Caractéristiques                                                                      | Caractéristiques                                                                      |
| Ligne 520 · Accessible aux personnes à mobilité réduite | Pau — Rue Mathieu Lalanne ⥋ Orthez — Gare SNCF | Pau — Rue Mathieu Lalanne ⥋ Orthez — Gare SNCF                                        | Pau — Rue Mathieu Lalanne ⥋ Orthez — Gare SNCF                                        | Pau — Rue Mathieu Lalanne ⥋ Orthez — Gare SNCF                                        | Pau — Rue Mathieu Lalanne ⥋ Orthez — Gare SNCF                                        | Pau — Rue Mathieu Lalanne ⥋ Orthez — Gare SNCF                                        | Pau — Rue Mathieu Lalanne ⥋ Orthez — Gare SNCF                                        | Pau — Rue Mathieu Lalanne ⥋ Orthez — Gare SNCF                                        | Pau — Rue Mathieu Lalanne ⥋ Orthez — Gare SNCF                                        |
| ------------------------------------------------------- | --- | ------------------------------------------------------------------------------------- | ------------------------------------------------------------------------------------- | ------------------------------------------------------------------------------------- | ------------------------------------------------------------------------------------- | ------------------------------------------------------------------------------------- | ------------------------------------------------------------------------------------- | ------------------------------------------------------------------------------------- | ------------------------------------------------------------------------------------- |
| Ligne 520 · Accessible aux personnes à mobilité réduite | Ouverture / Fermeture 1er septembre 2022 / — | Longueur —                                                                            | Durée —                                                                               | Nb. d’arrêts 23                                                                       | Matériel Autocar                                                                      | Jours de fonctionnement L, Ma, Me, J, V, S                                            | Jour / Soir / Nuit / Fêtes O / — / N / N                                              | Voy. / an —                                                                           | Exploitant Citram Pyrénées                                                            |
| Ligne 520 · Accessible aux personnes à mobilité réduite | Desserte : - Villes et lieux desservis : Pau, Billère, Lescar, Poey-de-Lescar, Denguin, Labastide-Cézéracq, Artix, Lacq, Mont, Argagnon, Castétis, Orthez. - Gare(s) desservie(s) : Gare d'Artix, Gare d'Orthez |                                                                                       |                                                                                       |                                                                                       |                                                                                       |                                                                                       |                                                                                       |                                                                                       |                                                                                       |
| Ligne 520 · Accessible aux personnes à mobilité réduite | Autre : - Arrêts non accessibles aux UFR : — - Particularités : - Date de dernière mise à jour : 17 décembre 2023. |                                                                                       |                                                                                       |                                                                                       |                                                                                       |                                                                                       |                                                                                       |                                                                                       |                                                                                       |
| Ligne 520 · Accessible aux personnes à mobilité réduite | Dernière actualisation : — |                                                                                       |                                                                                       |                                                                                       |                                                                                       |                                                                                       |                                                                                       |                                                                                       |                                                                                       |
| Ligne 521 · Accessible aux personnes à mobilité réduite | Pau — Rue Mathieu Lalanne ⥋ Monein — Collège | Pau — Rue Mathieu Lalanne ⥋ Monein — Collège                                          | Pau — Rue Mathieu Lalanne ⥋ Monein — Collège                                          | Pau — Rue Mathieu Lalanne ⥋ Monein — Collège                                          | Pau — Rue Mathieu Lalanne ⥋ Monein — Collège                                          | Pau — Rue Mathieu Lalanne ⥋ Monein — Collège                                          | Pau — Rue Mathieu Lalanne ⥋ Monein — Collège                                          | Pau — Rue Mathieu Lalanne ⥋ Monein — Collège                                          | Pau — Rue Mathieu Lalanne ⥋ Monein — Collège                                          |
| Ligne 521 · Accessible aux personnes à mobilité réduite | Ouverture / Fermeture 1er septembre 2022 / — | Longueur —                                                                            | Durée —                                                                               | Nb. d’arrêts 16                                                                       | Matériel Autocar                                                                      | Jours de fonctionnement L, Ma, Me, J, V, S                                            | Jour / Soir / Nuit / Fêtes O / — / N / N                                              | Voy. / an —                                                                           | Exploitant Citram Pyrénées                                                            |
| Ligne 521 · Accessible aux personnes à mobilité réduite | Desserte : - Villes et lieux desservis : Pau, Jurançon, Laroin, Artiguelouve, Arbus, Tarsacq, Abos, Pardies, Monein. - Gare(s) desservie(s) : Gare de Pau |                                                                                       |                                                                                       |                                                                                       |                                                                                       |                                                                                       |                                                                                       |                                                                                       |                                                                                       |
| Ligne 521 · Accessible aux personnes à mobilité réduite | Autre : - Arrêts non accessibles aux UFR : — - Particularités : - Date de dernière mise à jour : 17 décembre 2023. |                                                                                       |                                                                                       |                                                                                       |                                                                                       |                                                                                       |                                                                                       |                                                                                       |                                                                                       |
| Ligne 521 · Accessible aux personnes à mobilité réduite | Dernière actualisation : — |                                                                                       |                                                                                       |                                                                                       |                                                                                       |                                                                                       |                                                                                       |                                                                                       |                                                                                       |
| Ligne 522 · Accessible aux personnes à mobilité réduite | Pau — Centre Hospitalier ⥋ Mourenx — Canastel | Pau — Centre Hospitalier ⥋ Mourenx — Canastel                                         | Pau — Centre Hospitalier ⥋ Mourenx — Canastel                                         | Pau — Centre Hospitalier ⥋ Mourenx — Canastel                                         | Pau — Centre Hospitalier ⥋ Mourenx — Canastel                                         | Pau — Centre Hospitalier ⥋ Mourenx — Canastel                                         | Pau — Centre Hospitalier ⥋ Mourenx — Canastel                                         | Pau — Centre Hospitalier ⥋ Mourenx — Canastel                                         | Pau — Centre Hospitalier ⥋ Mourenx — Canastel                                         |
| Ligne 522 · Accessible aux personnes à mobilité réduite | Ouverture / Fermeture 1er septembre 2022 / — | Longueur —                                                                            | Durée —                                                                               | Nb. d’arrêts 15                                                                       | Matériel Autocar                                                                      | Jours de fonctionnement L, Ma, Me, J, V, S                                            | Jour / Soir / Nuit / Fêtes O / — / N / N                                              | Voy. / an —                                                                           | Exploitant Citram Pyrénées                                                            |
| Ligne 522 · Accessible aux personnes à mobilité réduite | Desserte : - Villes et lieux desservis : Pau, Lons, Lescar, Poey-de-Lescar, Denguin, Labastide-Cézéracq, Artix, Mourenx. - Gare(s) desservie(s) : Gare d'Artix |                                                                                       |                                                                                       |                                                                                       |                                                                                       |                                                                                       |                                                                                       |                                                                                       |                                                                                       |
| Ligne 522 · Accessible aux personnes à mobilité réduite | Autre : - Arrêts non accessibles aux UFR : — - Particularités : - Date de dernière mise à jour : 17 décembre 2023. |                                                                                       |                                                                                       |                                                                                       |                                                                                       |                                                                                       |                                                                                       |                                                                                       |                                                                                       |
| Ligne 522 · Accessible aux personnes à mobilité réduite | Dernière actualisation : — |                                                                                       |                                                                                       |                                                                                       |                                                                                       |                                                                                       |                                                                                       |                                                                                       |                                                                                       |
| Ligne 523 · Accessible aux personnes à mobilité réduite | Orthez — Gare SNCF ⥋ Saint-Palais — Église | Orthez — Gare SNCF ⥋ Saint-Palais — Église                                            | Orthez — Gare SNCF ⥋ Saint-Palais — Église                                            | Orthez — Gare SNCF ⥋ Saint-Palais — Église                                            | Orthez — Gare SNCF ⥋ Saint-Palais — Église                                            | Orthez — Gare SNCF ⥋ Saint-Palais — Église                                            | Orthez — Gare SNCF ⥋ Saint-Palais — Église                                            | Orthez — Gare SNCF ⥋ Saint-Palais — Église                                            | Orthez — Gare SNCF ⥋ Saint-Palais — Église                                            |
| Ligne 523 · Accessible aux personnes à mobilité réduite | Ouverture / Fermeture 1er septembre 2022 / — | Longueur —                                                                            | Durée —                                                                               | Nb. d’arrêts 19                                                                       | Matériel Autocar                                                                      | Jours de fonctionnement L, Ma, Me, J, V, S                                            | Jour / Soir / Nuit / Fêtes O / — / N / N                                              | Voy. / an —                                                                           | Exploitant Transport Bidegain                                                         |
| Ligne 523 · Accessible aux personnes à mobilité réduite | Desserte : - Villes et lieux desservis : Orthez, Baigts-de-Béarn, Ramous, Puyoô, Bellocq, Salies-de-Béarn, Sauveterre-de-Béarn, Osserain-Rivareyte, Saint-Palais. - Gare(s) desservie(s) : Gare d'Orthez, Gare de Puyoô |                                                                                       |                                                                                       |                                                                                       |                                                                                       |                                                                                       |                                                                                       |                                                                                       |                                                                                       |
| Ligne 523 · Accessible aux personnes à mobilité réduite | Autre : - Arrêts non accessibles aux UFR : — - Particularités : - Date de dernière mise à jour : 17 décembre 2023. |                                                                                       |                                                                                       |                                                                                       |                                                                                       |                                                                                       |                                                                                       |                                                                                       |                                                                                       |
| Ligne 523 · Accessible aux personnes à mobilité réduite | Dernière actualisation : — |                                                                                       |                                                                                       |                                                                                       |                                                                                       |                                                                                       |                                                                                       |                                                                                       |                                                                                       |
| Ligne 524 · Accessible aux personnes à mobilité réduite | Pau — Place de Verdun ⥋ Eaux-Bonnes — Gourette parking face nord | Pau — Place de Verdun ⥋ Eaux-Bonnes — Gourette parking face nord                      | Pau — Place de Verdun ⥋ Eaux-Bonnes — Gourette parking face nord                      | Pau — Place de Verdun ⥋ Eaux-Bonnes — Gourette parking face nord                      | Pau — Place de Verdun ⥋ Eaux-Bonnes — Gourette parking face nord                      | Pau — Place de Verdun ⥋ Eaux-Bonnes — Gourette parking face nord                      | Pau — Place de Verdun ⥋ Eaux-Bonnes — Gourette parking face nord                      | Pau — Place de Verdun ⥋ Eaux-Bonnes — Gourette parking face nord                      | Pau — Place de Verdun ⥋ Eaux-Bonnes — Gourette parking face nord                      |
| Ligne 524 · Accessible aux personnes à mobilité réduite | Ouverture / Fermeture 1er septembre 2022 / — | Longueur —                                                                            | Durée —                                                                               | Nb. d’arrêts 22                                                                       | Matériel Autocar                                                                      | Jours de fonctionnement L, Ma, Me, J, V, S, D                                         | Jour / Soir / Nuit / Fêtes O / — / N / N                                              | Voy. / an —                                                                           | Exploitant Citram Pyrénées                                                            |
| Ligne 524 · Accessible aux personnes à mobilité réduite | Desserte : - Villes et lieux desservis : Pau, Jurançon, Gan, Rébénacq, Sévignacq-Meyracq, Arudy, Izeste, Bielle, Gère-Bélesten, Laruns, Eaux-Bonnes. - Gare(s) desservie(s) : Gare de Pau |                                                                                       |                                                                                       |                                                                                       |                                                                                       |                                                                                       |                                                                                       |                                                                                       |                                                                                       |
| Ligne 524 · Accessible aux personnes à mobilité réduite | Autre : - Arrêts non accessibles aux UFR : — - Particularités : pendant certaines vacances, le service est assuré le dimanche et les fêtes. - Date de dernière mise à jour : 17 décembre 2023. |                                                                                       |                                                                                       |                                                                                       |                                                                                       |                                                                                       |                                                                                       |                                                                                       |                                                                                       |
| Ligne 524 · Accessible aux personnes à mobilité réduite | Dernière actualisation : — |                                                                                       |                                                                                       |                                                                                       |                                                                                       |                                                                                       |                                                                                       |                                                                                       |                                                                                       |
| Ligne 525 · Accessible aux personnes à mobilité réduite | Laruns — Maison aux 5 sens ⥋ Laruns — Col du Pourtalet | Laruns — Maison aux 5 sens ⥋ Laruns — Col du Pourtalet                                | Laruns — Maison aux 5 sens ⥋ Laruns — Col du Pourtalet                                | Laruns — Maison aux 5 sens ⥋ Laruns — Col du Pourtalet                                | Laruns — Maison aux 5 sens ⥋ Laruns — Col du Pourtalet                                | Laruns — Maison aux 5 sens ⥋ Laruns — Col du Pourtalet                                | Laruns — Maison aux 5 sens ⥋ Laruns — Col du Pourtalet                                | Laruns — Maison aux 5 sens ⥋ Laruns — Col du Pourtalet                                | Laruns — Maison aux 5 sens ⥋ Laruns — Col du Pourtalet                                |
| Ligne 525 · Accessible aux personnes à mobilité réduite | Ouverture / Fermeture 1er septembre 2022 / — | Longueur —                                                                            | Durée —                                                                               | Nb. d’arrêts 7                                                                        | Matériel Minibus                                                                      | Jours de fonctionnement L, Ma, Me, J, V, S, D                                         | Jour / Soir / Nuit / Fêtes O / — / N / O                                              | Voy. / an —                                                                           | Exploitant Citram Pyrénées                                                            |
| Ligne 525 · Accessible aux personnes à mobilité réduite | Desserte : - Villes et lieux desservis : Laruns. - Gare(s) desservie(s) : |                                                                                       |                                                                                       |                                                                                       |                                                                                       |                                                                                       |                                                                                       |                                                                                       |                                                                                       |
| Ligne 525 · Accessible aux personnes à mobilité réduite | Autre : - Arrêts non accessibles aux UFR : — - Particularités : - Date de dernière mise à jour : 17 décembre 2023. |                                                                                       |                                                                                       |                                                                                       |                                                                                       |                                                                                       |                                                                                       |                                                                                       |                                                                                       |
| Ligne 525 · Accessible aux personnes à mobilité réduite | Dernière actualisation : — |                                                                                       |                                                                                       |                                                                                       |                                                                                       |                                                                                       |                                                                                       |                                                                                       |                                                                                       |
| Ligne 530 · Accessible aux personnes à mobilité réduite | Pau — Gare SNCF ⥋ Aire-sur-l'Adour — Place de la Liberté / Mont-de-Marsan — Gare SNCF | Pau — Gare SNCF ⥋ Aire-sur-l'Adour — Place de la Liberté / Mont-de-Marsan — Gare SNCF | Pau — Gare SNCF ⥋ Aire-sur-l'Adour — Place de la Liberté / Mont-de-Marsan — Gare SNCF | Pau — Gare SNCF ⥋ Aire-sur-l'Adour — Place de la Liberté / Mont-de-Marsan — Gare SNCF | Pau — Gare SNCF ⥋ Aire-sur-l'Adour — Place de la Liberté / Mont-de-Marsan — Gare SNCF | Pau — Gare SNCF ⥋ Aire-sur-l'Adour — Place de la Liberté / Mont-de-Marsan — Gare SNCF | Pau — Gare SNCF ⥋ Aire-sur-l'Adour — Place de la Liberté / Mont-de-Marsan — Gare SNCF | Pau — Gare SNCF ⥋ Aire-sur-l'Adour — Place de la Liberté / Mont-de-Marsan — Gare SNCF | Pau — Gare SNCF ⥋ Aire-sur-l'Adour — Place de la Liberté / Mont-de-Marsan — Gare SNCF |
| Ligne 530 · Accessible aux personnes à mobilité réduite | Ouverture / Fermeture 1er septembre 2022 / — | Longueur —                                                                            | Durée —                                                                               | Nb. d’arrêts 24                                                                       | Matériel Autocar                                                                      | Jours de fonctionnement L, Ma, Me, J, V, S, D                                         | Jour / Soir / Nuit / Fêtes O / — / N / O                                              | Voy. / an —                                                                           | Exploitant Keolis Gascogne                                                            |
| Ligne 530 · Accessible aux personnes à mobilité réduite | Desserte : - Villes et lieux desservis : Pau, Uzein, Sauvagnon, Navailles-Angos, Astis, Astis, Auriac, Lalonquette, Claracq, Garlin, Sarron, Saint-Agnet, Ségos, Aire-sur-l'Adour, Cazères-sur-l'Adour, Bordères-et-Lamensans, Grenade-sur-l'Adour, Bretagne-de-Marsan, Mont-de-Marsan. - Gare(s) desservie(s) : Gare de Pau, Gare de Mont-de-Marsan                                                                                        |                                                                                       |                                                                                       |                                                                                       |                                                                                       |                                                                                       |                                                                                       |                                                                                       |                                                                                       |
| Ligne 530 · Accessible aux personnes à mobilité réduite | Autre : - Arrêts non accessibles aux UFR : — - Particularités : - Date de dernière mise à jour : 17 décembre 2023. |                                                                                       |                                                                                       |                                                                                       |                                                                                       |                                                                                       |                                                                                       |                                                                                       |                                                                                       |
| Ligne 530 · Accessible aux personnes à mobilité réduite | Dernière actualisation : — |                                                                                       |                                                                                       |                                                                                       |                                                                                       |                                                                                       |                                                                                       |                                                                                       |                                                                                       |
| Ligne 531 · Accessible aux personnes à mobilité réduite | Pau — Gare SNCF ⥋ Agen — Gare SNCF | Pau — Gare SNCF ⥋ Agen — Gare SNCF                                                    | Pau — Gare SNCF ⥋ Agen — Gare SNCF                                                    | Pau — Gare SNCF ⥋ Agen — Gare SNCF                                                    | Pau — Gare SNCF ⥋ Agen — Gare SNCF                                                    | Pau — Gare SNCF ⥋ Agen — Gare SNCF                                                    | Pau — Gare SNCF ⥋ Agen — Gare SNCF                                                    | Pau — Gare SNCF ⥋ Agen — Gare SNCF                                                    | Pau — Gare SNCF ⥋ Agen — Gare SNCF                                                    |
| Ligne 531 · Accessible aux personnes à mobilité réduite | Ouverture / Fermeture 1er septembre 2022 / — | Longueur —                                                                            | Durée —                                                                               | Nb. d’arrêts 40                                                                       | Matériel Autocar                                                                      | Jours de fonctionnement L, Ma, Me, J, V, S, D                                         | Jour / Soir / Nuit / Fêtes O / — / N / O                                              | Voy. / an —                                                                           | Exploitant Keolis Gascogne                                                            |
| Ligne 531 · Accessible aux personnes à mobilité réduite | Desserte : - Villes et lieux desservis : Pau, Uzein, Sauvagnon, Navailles-Angos, Astis, Astis, Auriac, Lalonquette, Claracq, Garlin, Sarron, Saint-Agnet, Ségos, Aire-sur-l'Adour, Saint-Gein, Villeneuve-de-Marsan, Le Frêche, Labastide-d'Armagnac, Créon-d'Armagnac, Gabarret, Saint-Pé-Saint-Simon, Gueyze, Sos, Poudenas, Mezin, Andiran, Nérac, Roquefort, Le Passage d'Agen, Agen. - Gare(s) desservie(s) : Gare de Pau, Gare d'Agen |                                                                                       |                                                                                       |                                                                                       |                                                                                       |                                                                                       |                                                                                       |                                                                                       |                                                                                       |
| Ligne 531 · Accessible aux personnes à mobilité réduite | Autre : - Arrêts non accessibles aux UFR : — - Particularités : - Date de dernière mise à jour : 17 décembre 2023. |                                                                                       |                                                                                       |                                                                                       |                                                                                       |                                                                                       |                                                                                       |                                                                                       |                                                                                       |
| Ligne 531 · Accessible aux personnes à mobilité réduite | Dernière actualisation : — |                                                                                       |                                                                                       |                                                                                       |                                                                                       |                                                                                       |                                                                                       |                                                                                       |                                                                                       |
| Ligne 533 · Accessible aux personnes à mobilité réduite | Pau — Rue Mathieu Lalanne ⥋ Pontacq — Place Huningue | Pau — Rue Mathieu Lalanne ⥋ Pontacq — Place Huningue                                  | Pau — Rue Mathieu Lalanne ⥋ Pontacq — Place Huningue                                  | Pau — Rue Mathieu Lalanne ⥋ Pontacq — Place Huningue                                  | Pau — Rue Mathieu Lalanne ⥋ Pontacq — Place Huningue                                  | Pau — Rue Mathieu Lalanne ⥋ Pontacq — Place Huningue                                  | Pau — Rue Mathieu Lalanne ⥋ Pontacq — Place Huningue                                  | Pau — Rue Mathieu Lalanne ⥋ Pontacq — Place Huningue                                  | Pau — Rue Mathieu Lalanne ⥋ Pontacq — Place Huningue                                  |
| Ligne 533 · Accessible aux personnes à mobilité réduite | Ouverture / Fermeture 1er septembre 2022 / — | Longueur —                                                                            | Durée —                                                                               | Nb. d’arrêts 14                                                                       | Matériel Autocar                                                                      | Jours de fonctionnement L, Ma, Me, J, V, S                                            | Jour / Soir / Nuit / Fêtes O / — / N / N                                              | Voy. / an —                                                                           | Exploitant Citram Pyrénées                                                            |
| Ligne 533 · Accessible aux personnes à mobilité réduite | Desserte : - Villes et lieux desservis : Pau, Nousty, Soumoulou, Espoey, Livron, Barzun, Pontacq. - Gare(s) desservie(s) : |                                                                                       |                                                                                       |                                                                                       |                                                                                       |                                                                                       |                                                                                       |                                                                                       |                                                                                       |
| Ligne 533 · Accessible aux personnes à mobilité réduite | Autre : - Arrêts non accessibles aux UFR : — - Particularités : - Date de dernière mise à jour : 17 décembre 2023. |                                                                                       |                                                                                       |                                                                                       |                                                                                       |                                                                                       |                                                                                       |                                                                                       |                                                                                       |
| Ligne 533 · Accessible aux personnes à mobilité réduite | Dernière actualisation : — |                                                                                       |                                                                                       |                                                                                       |                                                                                       |                                                                                       |                                                                                       |                                                                                       |                                                                                       |
| Ligne 534 · Accessible aux personnes à mobilité réduite | Pau — Rue Mathieu Lalanne ⥋ Asson — Mairie / Bruges — Mairie | Pau — Rue Mathieu Lalanne ⥋ Asson — Mairie / Bruges — Mairie                          | Pau — Rue Mathieu Lalanne ⥋ Asson — Mairie / Bruges — Mairie                          | Pau — Rue Mathieu Lalanne ⥋ Asson — Mairie / Bruges — Mairie                          | Pau — Rue Mathieu Lalanne ⥋ Asson — Mairie / Bruges — Mairie                          | Pau — Rue Mathieu Lalanne ⥋ Asson — Mairie / Bruges — Mairie                          | Pau — Rue Mathieu Lalanne ⥋ Asson — Mairie / Bruges — Mairie                          | Pau — Rue Mathieu Lalanne ⥋ Asson — Mairie / Bruges — Mairie                          | Pau — Rue Mathieu Lalanne ⥋ Asson — Mairie / Bruges — Mairie                          |
| Ligne 534 · Accessible aux personnes à mobilité réduite | Ouverture / Fermeture 1er septembre 2022 / — | Longueur —                                                                            | Durée —                                                                               | Nb. d’arrêts 31                                                                       | Matériel Autocar                                                                      | Jours de fonctionnement L, Ma, Me, J, V, S                                            | Jour / Soir / Nuit / Fêtes O / — / N / N                                              | Voy. / an —                                                                           | Exploitant Citram Pyrénées                                                            |
| Ligne 534 · Accessible aux personnes à mobilité réduite | Desserte : - Villes et lieux desservis : Pau, Bizanos, Aressy, Meillon, Assat, Bordes, Boeil-Bezing, Baudreix, Mirepeix, Coarraze, Nay, Asson, Bruges. - Gare(s) desservie(s) : Gare de Pau, Gare de Coarraze - Nay |                                                                                       |                                                                                       |                                                                                       |                                                                                       |                                                                                       |                                                                                       |                                                                                       |                                                                                       |
| Ligne 534 · Accessible aux personnes à mobilité réduite | Autre : - Arrêts non accessibles aux UFR : — - Particularités : - Date de dernière mise à jour : 17 décembre 2023. |                                                                                       |                                                                                       |                                                                                       |                                                                                       |                                                                                       |                                                                                       |                                                                                       |                                                                                       |
| Ligne 534 · Accessible aux personnes à mobilité réduite | Dernière actualisation : — |                                                                                       |                                                                                       |                                                                                       |                                                                                       |                                                                                       |                                                                                       |                                                                                       |                                                                                       |
| Ligne 535 · Accessible aux personnes à mobilité réduite | Pau — Rue Mathieu Lalanne ⥋ Lourdes — La gare SNCF | Pau — Rue Mathieu Lalanne ⥋ Lourdes — La gare SNCF                                    | Pau — Rue Mathieu Lalanne ⥋ Lourdes — La gare SNCF                                    | Pau — Rue Mathieu Lalanne ⥋ Lourdes — La gare SNCF                                    | Pau — Rue Mathieu Lalanne ⥋ Lourdes — La gare SNCF                                    | Pau — Rue Mathieu Lalanne ⥋ Lourdes — La gare SNCF                                    | Pau — Rue Mathieu Lalanne ⥋ Lourdes — La gare SNCF                                    | Pau — Rue Mathieu Lalanne ⥋ Lourdes — La gare SNCF                                    | Pau — Rue Mathieu Lalanne ⥋ Lourdes — La gare SNCF                                    |
| Ligne 535 · Accessible aux personnes à mobilité réduite | Ouverture / Fermeture 1er septembre 2022 / — | Longueur —                                                                            | Durée —                                                                               | Nb. d’arrêts 33                                                                       | Matériel Autocar                                                                      | Jours de fonctionnement L, Ma, Me, J, V, S                                            | Jour / Soir / Nuit / Fêtes O / — / N / N                                              | Voy. / an —                                                                           | Exploitant Citram Pyrénées                                                            |
| Ligne 535 · Accessible aux personnes à mobilité réduite | Desserte : - Villes et lieux desservis : Pau, Mazères, Uzos, Rontignon, Narcastet, Baliros, Pardies-Pietat, Saint-Abit, Arros-de-Nay, Bourdettes, Nay, Coarraze, Igon, Lestelle-Betharram, Montaut, Saint-Pé-de-Bigorre, Lourdes. - Gare(s) desservie(s) : Gare de Pau, Gare de Coarraze - Nay, Gare de Lourdes |                                                                                       |                                                                                       |                                                                                       |                                                                                       |                                                                                       |                                                                                       |                                                                                       |                                                                                       |
| Ligne 535 · Accessible aux personnes à mobilité réduite | Autre : - Arrêts non accessibles aux UFR : — - Particularités : - Date de dernière mise à jour : 29 septembre 2024. |                                                                                       |                                                                                       |                                                                                       |                                                                                       |                                                                                       |                                                                                       |                                                                                       |                                                                                       |
| Ligne 535 · Accessible aux personnes à mobilité réduite | Dernière actualisation : — |                                                                                       |                                                                                       |                                                                                       |                                                                                       |                                                                                       |                                                                                       |                                                                                       |                                                                                       |
| Ligne 550 · Accessible aux personnes à mobilité réduite | Bedous — Gare ⥋ Canfranc — Gare | Bedous — Gare ⥋ Canfranc — Gare                                                       | Bedous — Gare ⥋ Canfranc — Gare                                                       | Bedous — Gare ⥋ Canfranc — Gare                                                       | Bedous — Gare ⥋ Canfranc — Gare                                                       | Bedous — Gare ⥋ Canfranc — Gare                                                       | Bedous — Gare ⥋ Canfranc — Gare                                                       | Bedous — Gare ⥋ Canfranc — Gare                                                       | Bedous — Gare ⥋ Canfranc — Gare                                                       |
| Ligne 550 · Accessible aux personnes à mobilité réduite | Ouverture / Fermeture 1er septembre 2022 / — | Longueur —                                                                            | Durée —                                                                               | Nb. d’arrêts 16                                                                       | Matériel Autocar                                                                      | Jours de fonctionnement L, Ma, Me, J, V, S, D                                         | Jour / Soir / Nuit / Fêtes O / — / N / O                                              | Voy. / an —                                                                           | Exploitant Citram Pyrénées                                                            |
| Ligne 550 · Accessible aux personnes à mobilité réduite | Desserte : - Villes et lieux desservis : Bedous, Accous, Lescun, Cette-Eygun, Urdos, Forges d'Abel, Le Somport, Canfranc. - Gare(s) desservie(s) : Gare de Bedous, Gare de Canfranc |                                                                                       |                                                                                       |                                                                                       |                                                                                       |                                                                                       |                                                                                       |                                                                                       |                                                                                       |
| Ligne 550 · Accessible aux personnes à mobilité réduite | Autre : - Arrêts non accessibles aux UFR : — - Particularités : - Date de dernière mise à jour : 17 décembre 2023. |                                                                                       |                                                                                       |                                                                                       |                                                                                       |                                                                                       |                                                                                       |                                                                                       |                                                                                       |
| Ligne 550 · Accessible aux personnes à mobilité réduite | Dernière actualisation : — |                                                                                       |                                                                                       |                                                                                       |                                                                                       |                                                                                       |                                                                                       |                                                                                       |                                                                                       |
| Ligne 551 · Accessible aux personnes à mobilité réduite | Oloron-Sainte-Marie — Gare ⥋ Arette — La Pierre Saint-Martin Station | Oloron-Sainte-Marie — Gare ⥋ Arette — La Pierre Saint-Martin Station                  | Oloron-Sainte-Marie — Gare ⥋ Arette — La Pierre Saint-Martin Station                  | Oloron-Sainte-Marie — Gare ⥋ Arette — La Pierre Saint-Martin Station                  | Oloron-Sainte-Marie — Gare ⥋ Arette — La Pierre Saint-Martin Station                  | Oloron-Sainte-Marie — Gare ⥋ Arette — La Pierre Saint-Martin Station                  | Oloron-Sainte-Marie — Gare ⥋ Arette — La Pierre Saint-Martin Station                  | Oloron-Sainte-Marie — Gare ⥋ Arette — La Pierre Saint-Martin Station                  | Oloron-Sainte-Marie — Gare ⥋ Arette — La Pierre Saint-Martin Station                  |
| Ligne 551 · Accessible aux personnes à mobilité réduite | Ouverture / Fermeture 1er septembre 2022 / — | Longueur —                                                                            | Durée —                                                                               | Nb. d’arrêts 10                                                                       | Matériel Autocar                                                                      | Jours de fonctionnement L, Ma, Me, J, V, S, D                                         | Jour / Soir / Nuit / Fêtes O / — / N / O                                              | Voy. / an —                                                                           | Exploitant Transporteurs du piémont oloronais                                         |
| Ligne 551 · Accessible aux personnes à mobilité réduite | Desserte : - Villes et lieux desservis : Oloron-Sainte-Marie, Féas, Ance, Aramits, Arette. - Gare(s) desservie(s) : Gare d'Oloron-Sainte-Marie |                                                                                       |                                                                                       |                                                                                       |                                                                                       |                                                                                       |                                                                                       |                                                                                       |                                                                                       |
| Ligne 551 · Accessible aux personnes à mobilité réduite | Autre : - Arrêts non accessibles aux UFR : — - Particularités : - Date de dernière mise à jour : 17 décembre 2023. |                                                                                       |                                                                                       |                                                                                       |                                                                                       |                                                                                       |                                                                                       |                                                                                       |                                                                                       |
| Ligne 551 · Accessible aux personnes à mobilité réduite | Dernière actualisation : — |                                                                                       |                                                                                       |                                                                                       |                                                                                       |                                                                                       |                                                                                       |                                                                                       |                                                                                       |
| Ligne 552 · Accessible aux personnes à mobilité réduite | Oloron-Sainte-Marie ⥋ Mauléon | Oloron-Sainte-Marie ⥋ Mauléon                                                         | Oloron-Sainte-Marie ⥋ Mauléon                                                         | Oloron-Sainte-Marie ⥋ Mauléon                                                         | Oloron-Sainte-Marie ⥋ Mauléon                                                         | Oloron-Sainte-Marie ⥋ Mauléon                                                         | Oloron-Sainte-Marie ⥋ Mauléon                                                         | Oloron-Sainte-Marie ⥋ Mauléon                                                         | Oloron-Sainte-Marie ⥋ Mauléon                                                         |
| Ligne 552 · Accessible aux personnes à mobilité réduite | Ouverture / Fermeture 1er septembre 2022 / — | Longueur —                                                                            | Durée —                                                                               | Nb. d’arrêts —                                                                        | Matériel Autocar                                                                      | Jours de fonctionnement L, Ma, Me, J, V, S                                            | Jour / Soir / Nuit / Fêtes O / — / N / N                                              | Voy. / an —                                                                           | Exploitant Autocars Souletins                                                         |
| Ligne 552 · Accessible aux personnes à mobilité réduite | Desserte : - Villes et lieux desservis : Oloron-Sainte-Marie, Moumour, Orin, Géronce, Saint-Goin, Geüs-d'Oloron, Préchacq-Josbaig, L'Hôpital-Saint-Blaise, Chéraute, Mauléon. - Gare(s) desservie(s) : |                                                                                       |                                                                                       |                                                                                       |                                                                                       |                                                                                       |                                                                                       |                                                                                       |                                                                                       |
| Ligne 552 · Accessible aux personnes à mobilité réduite | Autre : - Arrêts non accessibles aux UFR : — - Particularités : - Date de dernière mise à jour : 17 décembre 2023. |                                                                                       |                                                                                       |                                                                                       |                                                                                       |                                                                                       |                                                                                       |                                                                                       |                                                                                       |
| Ligne 552 · Accessible aux personnes à mobilité réduite | Dernière actualisation : — |                                                                                       |                                                                                       |                                                                                       |                                                                                       |                                                                                       |                                                                                       |                                                                                       |                                                                                       |

### Lignes sur réservation
| Ligne                                                   | Caractéristiques | Caractéristiques                                      | Caractéristiques                                      | Caractéristiques                                      | Caractéristiques                                      | Caractéristiques                                      | Caractéristiques                                      | Caractéristiques                                      | Caractéristiques                                      |
| Ligne 532 · Accessible aux personnes à mobilité réduite | Pau — Rue Mathieu Lalanne ⥋ Crouseilles — Foyer rural | Pau — Rue Mathieu Lalanne ⥋ Crouseilles — Foyer rural | Pau — Rue Mathieu Lalanne ⥋ Crouseilles — Foyer rural | Pau — Rue Mathieu Lalanne ⥋ Crouseilles — Foyer rural | Pau — Rue Mathieu Lalanne ⥋ Crouseilles — Foyer rural | Pau — Rue Mathieu Lalanne ⥋ Crouseilles — Foyer rural | Pau — Rue Mathieu Lalanne ⥋ Crouseilles — Foyer rural | Pau — Rue Mathieu Lalanne ⥋ Crouseilles — Foyer rural | Pau — Rue Mathieu Lalanne ⥋ Crouseilles — Foyer rural |
| ------------------------------------------------------- | --- | ----------------------------------------------------- | ----------------------------------------------------- | ----------------------------------------------------- | ----------------------------------------------------- | ----------------------------------------------------- | ----------------------------------------------------- | ----------------------------------------------------- | ----------------------------------------------------- |
| Ligne 532 · Accessible aux personnes à mobilité réduite | Ouverture / Fermeture 1er septembre 2022 / — | Longueur —                                            | Durée —                                               | Nb. d’arrêts 16                                       | Matériel Minibus                                      | Jours de fonctionnement L, Ma, Me, J, V, S            | Jour / Soir / Nuit / Fêtes O / — / N / N              | Voy. / an —                                           | Exploitant Citram Pyrénées                            |
| Ligne 532 · Accessible aux personnes à mobilité réduite | Desserte : - Villes et lieux desservis : Pau, Morlaàs, Saint-Jammes, Saint-Laurent-Bretagne, Monassut, Simacourbe, Maspie, Lembeye, Séméacq-Blachon, Crouseilles. - Gare(s) desservie(s) : |                                                       |                                                       |                                                       |                                                       |                                                       |                                                       |                                                       |                                                       |
| Ligne 532 · Accessible aux personnes à mobilité réduite | Autre : - Arrêts non accessibles aux UFR : — - Particularités : Ligne sur réservation - Date de dernière mise à jour : 17 décembre 2023.                                                   |                                                       |                                                       |                                                       |                                                       |                                                       |                                                       |                                                       |                                                       |
| Ligne 532 · Accessible aux personnes à mobilité réduite | Dernière actualisation : — |                                                       |                                                       |                                                       |                                                       |                                                       |                                                       |                                                       |                                                       |

## Anciens réseaux du Conseil départemental jusqu'en 2022

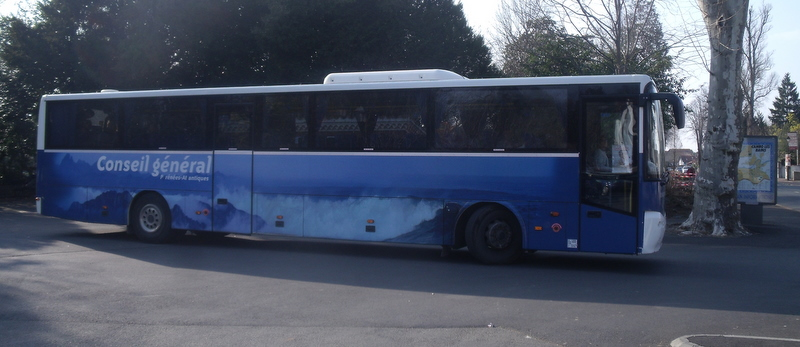
Ancienne livrée du réseau interurbain des Pyrénées-Atlantiques
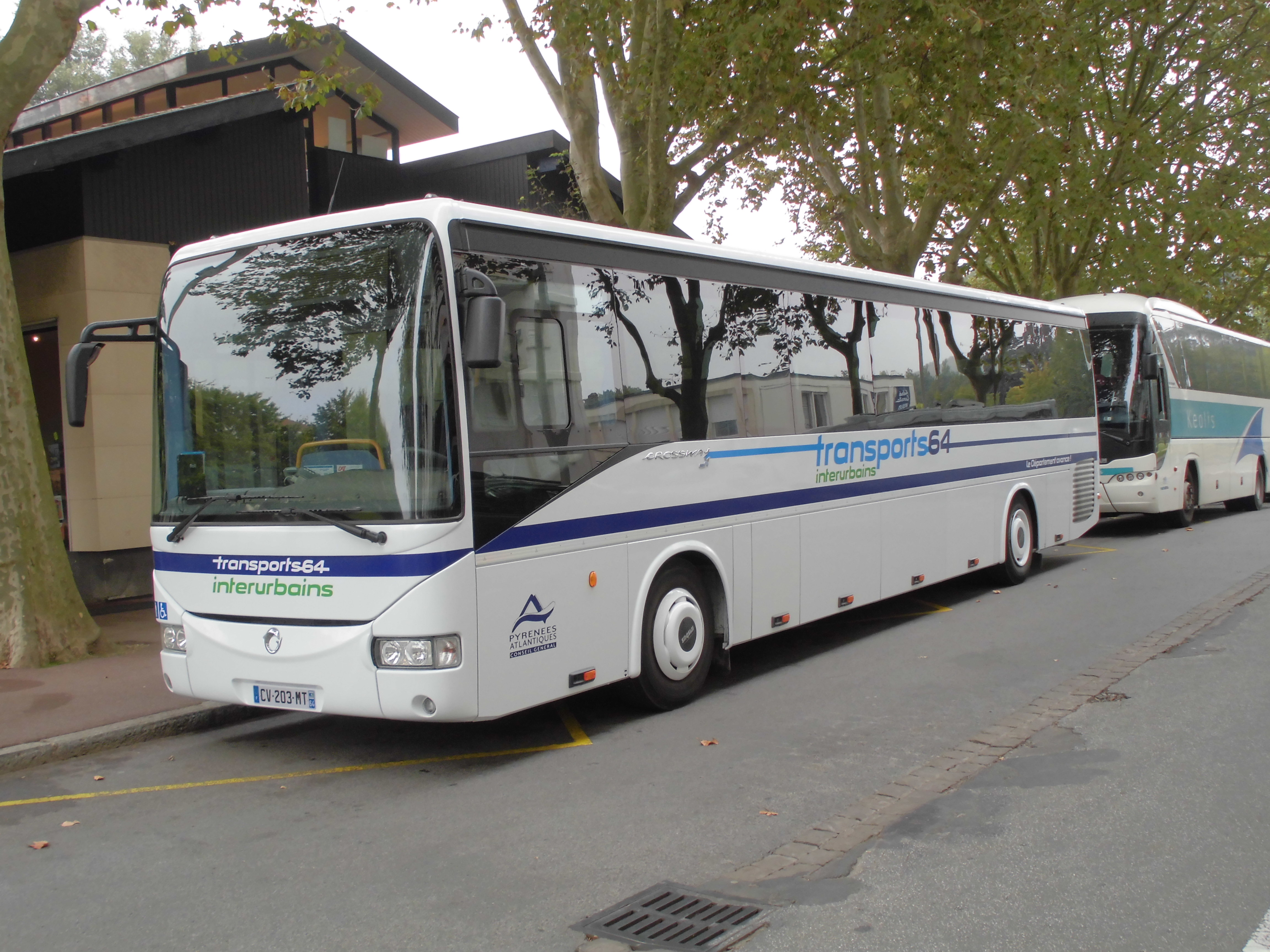
Ancienne livrée du réseau Transports 64